# Draaiorgelmuseum (Assen)
Het Draaiorgelmuseum was een museum in Assen dat zich richtte op het vertonen en bespelen van draaiorgels. Het was geopend van 1987 tot 2008.
Het museum was een initiatief van de Stichting Draaiorgelmuseum. De oorsprong ervan ligt in 1967, toen de Commerciële Club Assen de gemeente een draaiorgel schonk. De feitelijke oprichting vond plaats in 1974. De stichting organiseerde van circa 1980 tot 1986 concerten in de aardappelbewaarplaats van de Nederlandse Spoorwegen. Toen de concerten dreigden te eindigden vanwege de sloop van het gebouw, stelde de gemeente een onderkomen beschikbaar aan de Rode Heklaan 3. Hier werd het museum in 1987 geopend.

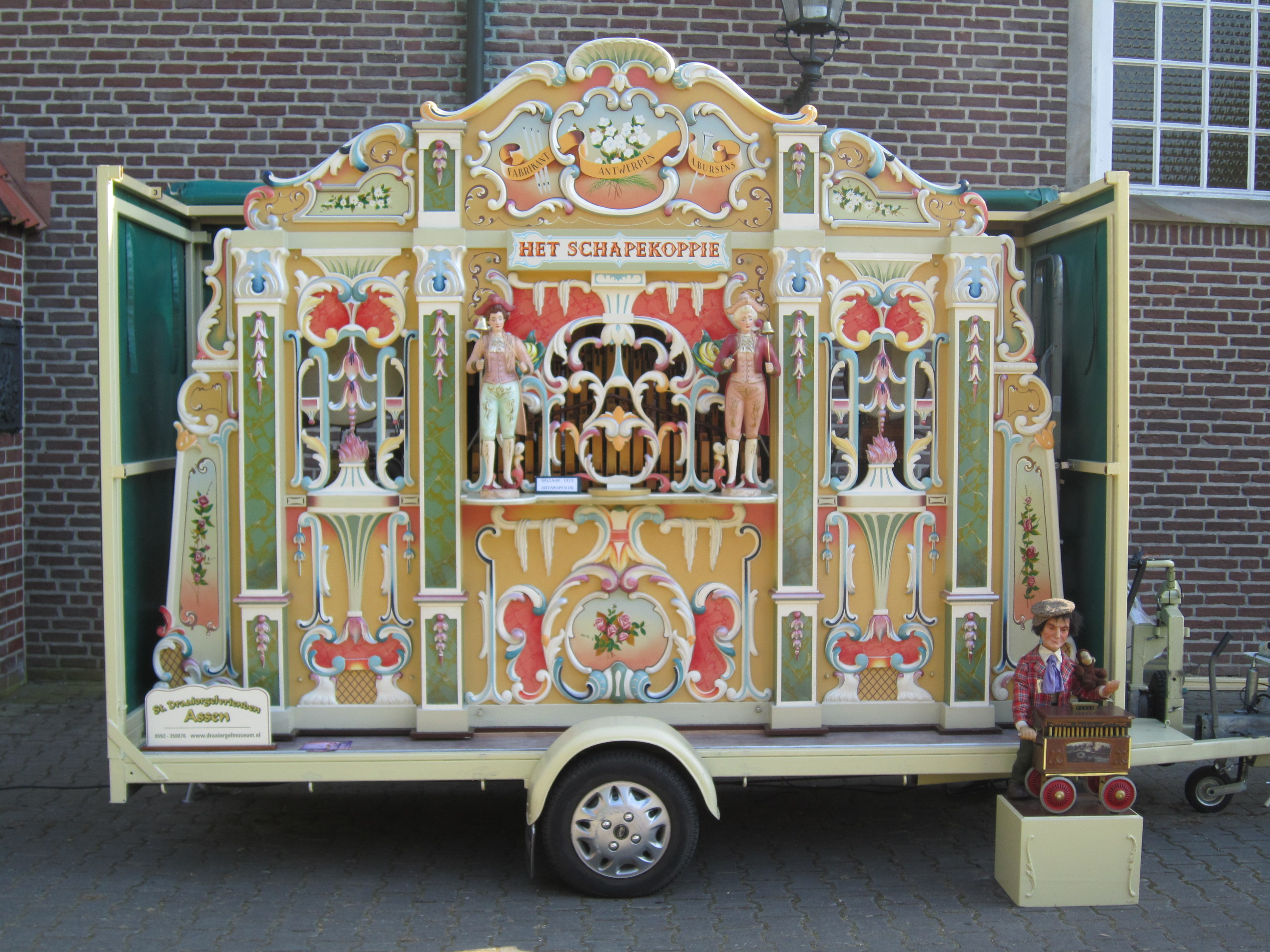
Het Schapekoppie, een van de draaiorgels uit de collectie

In de loop van de jaren breidde de collectie zich uit, waardoor het museum beschikte over allerlei straat-, dans- en kermisorgels. Enkele stukken uit de collectie waren bijvoorbeeld De Ruiter, De Stolwijker en Het Schapekoppie. Aanwezige merken waren bijvoorbeeld A. Bursens (Antwerpen), Ruth (Duitsland), Voigt en Wellershaus. Met de orgels werden geregeld concerten gegeven, zowel in het museum als tijdens optredens in binnen- en buitenland. Ook organiseerde het museum concerten in Assen, zoals de 27e Internationale Draaiorgel Manifestatie in 2006.
In 2008 werd het museum op last van de gemeente gesloten. Het pand was gebouwd op vervuilde grond en werd nadien afgebroken. In deze tijd was het beheer in handen van de Stichting Draaiorgelvrienden die uiteindelijk nog beschikte over drie draaiorgels. In 2012 werd uiteindelijk ook de stichting ontbonden.